# بقعة أراجو

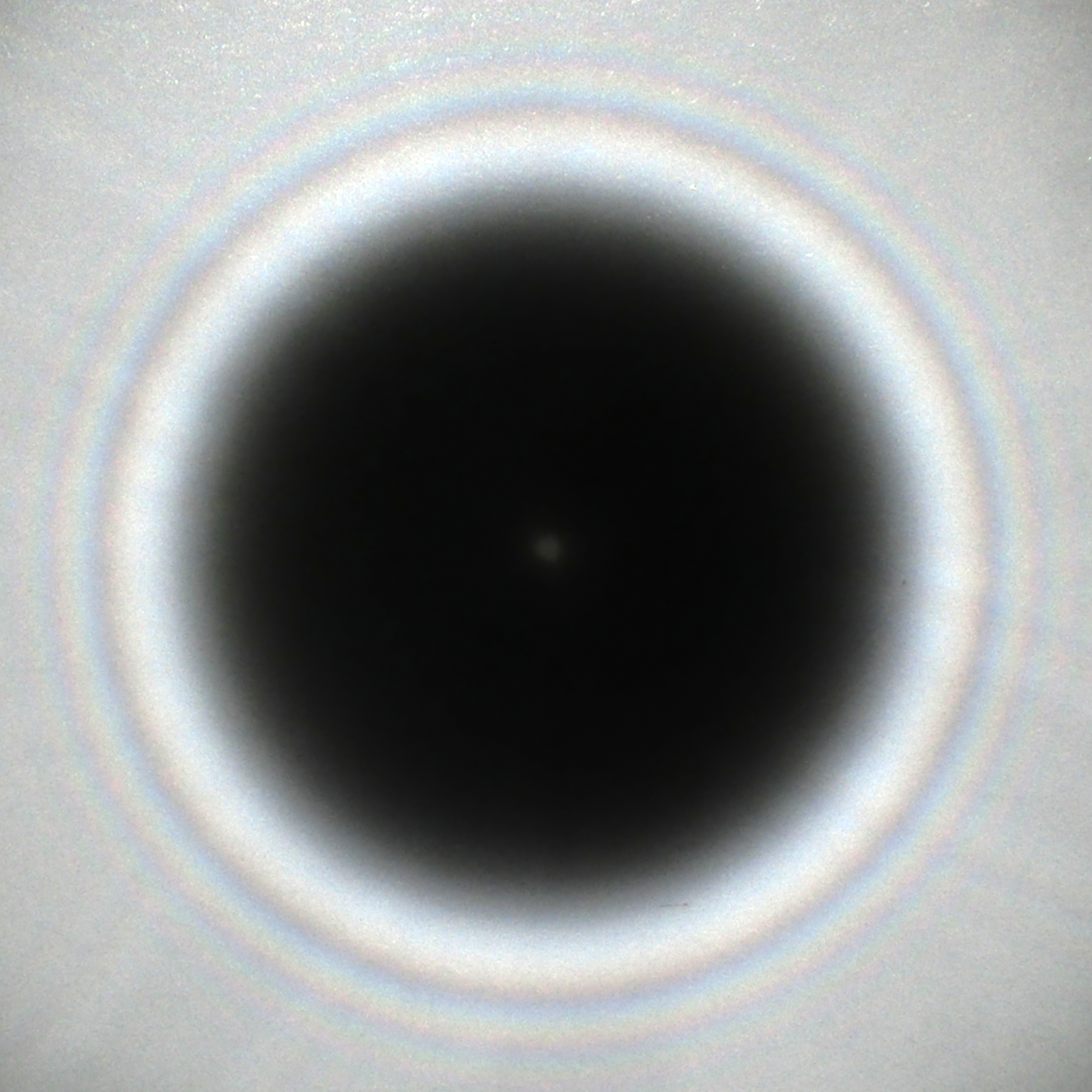
صورة لبقعة أراجو في ظل 5.8 عقبة دائرية بقطر ملم.

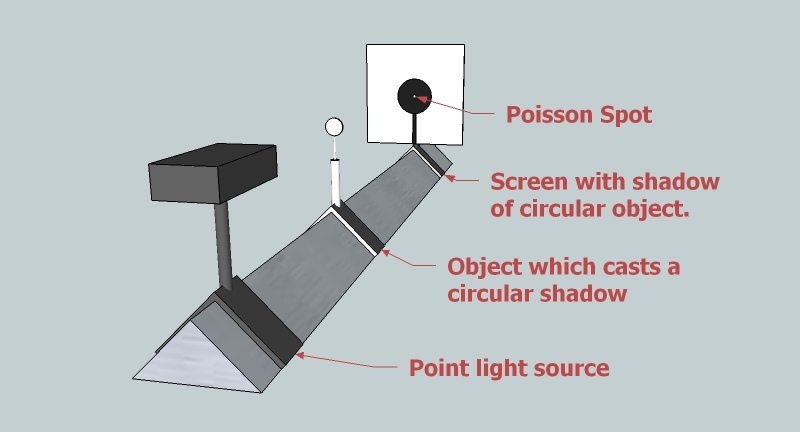
تجربة بقعة أراجو. يقوم مصدر نقطة بإضاءة جسم دائري، مما يلقي بظله على الشاشة. في مركز الظل تظهر بقعة مضيئة بسبب الانعراج ، مما يتناقض مع تنبؤات البصريات الهندسية.

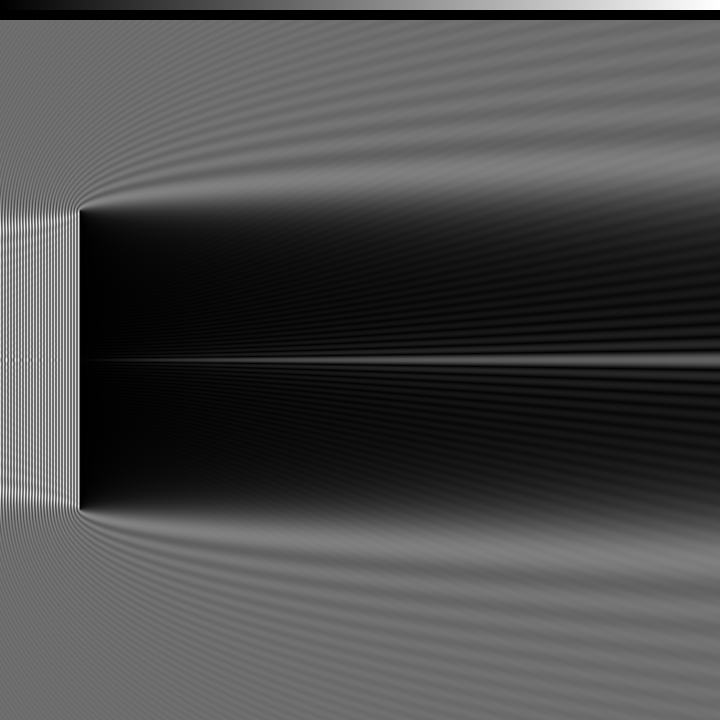
بقعة أراجو تتشكل في الظل.

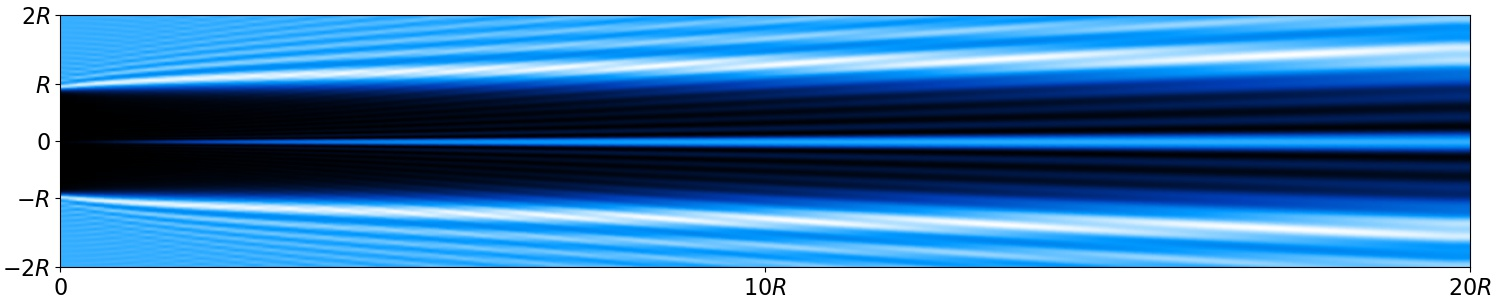
محاكاة عددية لشدة الضوء أحادي اللون بطول موجي λ = 0.5 ميكرومتر خلف عائق دائري نصف قطره R = 5 μm = 10λ.

في علم البصريات ، بقعة أراجو ،(بالإنجليزية: Arago spot)‏ أو بقعة بواسون(Poisson spot) ،  أو بقعة فرينلFresnel) spot)  هي نقطة مضيئة تظهر في مركز ظل جسم دائري بسبب حيود فرينل. لعبت هذه البقعة دورًا مهمًا في اكتشاف الطبيعة الموجية للضوء ، و هي طريقة شائعة لغاية لإثبات أن الضوء يتصرف كموجة.
يتطلب الإعداد التجريبي الأساسي لإظهارها مصدرًا نقطيًا، مثل ثقب دبوس مضاء أو شعاع ليزر متباعد. إضافة إلى ذلك، يجب أن تتوافق أبعاد الإعداد مع متطلبات حيود فرينل . بمعنى آخر، يجب أن يرضي رقم فرينل {\displaystyle F={\frac {d^{2}}{\ell \lambda }}\gtrsim 1,} حيث
- d هو قطر الجسم الدائري،,
- ℓ هي المسافة بين الجسم والشاشة، و

وأخيرا، يجب أن تكون حافة الجسم الدائري ناعمة بدرجة كافية.
تفسر هذه الظروف معا سبب عدم ظهور البقعة المضيئة في الحياة اليومية. و مع ذلك، مع توفر مصادر الليزر اليوم، أصبح من السهل إجراء تجربة بقعة أراجو.
في علم الفلك، يمكن أيضًا ملاحظة بقعة أراغو في صورة نجم غير مركزة بشدة عبر تلسكوب نيوتن. حيث، يوفر النجم مصدرًا مثاليًا تقريبًا عند اللانهاية، و تشكل المرآة الثانوية للتلسكوب العائق الدائري.
عندما يسلط الضوء على العائق الدائري، فإن كل نقطة في مستوى العائق تعمل كمصدر نقطة جديدة للضوء كما تنص قاعدة هويجنز. أما الضوء القادم من نقاط على محيط العائق و المتجه إلى مركز الظل فيقطع نفس المسافة تمامًا، و نتيجة لذلك، فإن كل الضوء الذي يمر بالقرب من الجسم يصل إلى الشاشة في نفس الطور و يتداخل بشكل بناء. مما يؤدي إلى ظهور بقعة مضيئة في مركز الظل، حيث تتنبأ البصريات الهندسية ونظريات الجسيمات الضوئيةبأنه لا ينبغي أن يكون هناك أي ضوء على الإطلاق.

## تاريخ
في بداية القرن التاسع عشر، اكتسبت فكرة أن الضوء لا ينتشر ببساطة على طول خطوط مستقيمة زخمًا. نشر توماس يونج تجربة الشق المزدوج في عام 1807.و تم إجراء تجربة بقعة أراجو الأصلية بعد عقد من الزمان و كانت الحاسمة في مسألة ما إذا كان الضوء جسيمًا أم موجة. و بالتالي فهي مثال على على التجربة الصليبية .
في ذلك الوقت، فضل العديد من الناس نظرية إسحاق نيوتن الجسيمية للضوء، ومن بينهم المنظر سيميون دينيس بواسون . و في عام 1818 أطلقت الأكاديمية الفرنسية للعلوم مسابقة لشرح خصائص الضوء، حيث كان بواسون أحد أعضاء لجنة التحكيم. دخل المهندس المدني أوغستين جان فرينل هذه المسابقة بتقديم نظرية موجية جديدة للضوء.
درس بواسون نظرية فرينل بالتفصيل، و باعتباره مؤيدًا لنظرية الجسيمات للضوء، بحث عن طريقة لإثبات خطأها. غاعتقد أنه وجد خللًا عندما زعم أن إحدى عواقب نظرية فرينل هي وجود بقعة مضيئة على المحور في ظل عائق دائري، حيث يجب أن يكون هناك ظلام دامس وفقًا لنظرية الجسيمات للضوء. لكن، اعتُبر هذا التنبؤ نتيجة سخيفة لنظرية الموجة، ويجب أن يكون فشل هذا التنبؤ حجة قوية لرفض نظرية فرينل.
ومع ذلك، قرر رئيس اللجنة، دومينيك فرانسوا جان أراجو، إجراء التجربة فعليًا. حيث قام بتشكيل قرص معدني مقاس 2 مم على لوح زجاجي باستخدام الشمع.و نجح في ملاحظة البقعة المتوقعة، الأمر الذي أقنع معظم العلماء بالطبيعة الموجية للضوء و منح فرينل الفوز في المسابقة.
لاحظ أراجو لاحقًا  أن الظاهرة (التي ستعرف لاحقًا باسم "بقعة بواسون" أو "بقعة أراجو") قد تم رصدها بالفعل بواسطة ديلسيل و مارالدي قبل قرن من الزمان.
على الرغم من أن نتيجة تجربة أراجو كانت دليلاً ساحقًا لصالح نظرية الموجة، إلا أنه بعد قرن من الزمان،خاصة بالتزامن مع ولادة ميكانيكا الكمالتي اقترحت لأول مرة في إحدى أوراق ألبرت أينشتاين،، أصبح من المفهوم أن الضوء (وكذلك جميع أشكال المادة والطاقة) يجب وصفهم كأجسام وموجات ( ثنائية الموجة و الجسيم ). ومع ذلك فإن الجسيم المرتبط بالموجات الكهرومغناطيسية، الفوتون ، ليس له أي علاقة بالجسيمات المتخيلة في النظرية الجسيمية التي كانت مهيمنة قبل ظهور نظرية الموجة و براهين أراجو القوية. قبل ظهور نظرية الكم في أواخر عشرينيات القرن العشرين، كانت الطبيعة الموجية للضوء فقط هي القادرة على تفسير ظواهر مثل الحيود و التداخل . ومن المعروف اليوم أن نمط الحيود يظهر من خلال تراكم الفسيفساء من البقع المضيئة الناجمة عن الفوتونات الفردية، كما تنبأت نظرية ديراك الكمومية. مع زيادة شدة الضوء، تتجمع النقاط الساطعة في نمط حيود الفسيفساء بشكل أسرع. في المقابل، تتنبأ نظرية الموجة بتشكيل نمط مستمر ممتد يزداد سطوعه الإجمالي مع شدة الضوء.

## النظرية
في قلب نظرية موجات فرينل يوجد مبدأ هويجنز-فرينل، الذي ينص على أن كل نقطة غير مسدودة في جبهة الموجة تصبح مصدرًا لموجة كروية ثانوية وأن سعة المجال البصري E عند نقطة على الشاشة تُعطى من خلال تراكب كل تلك الموجات الثانوية مع مراعاة أطوارها النسبية. وهذا يعني أن المجال عند نقطة P1 على الشاشة يُعطى من خلال التكامل السطحي: {\displaystyle U(P_{1})={\frac {Ae^{\mathbf {i} kr_{0}}}{r_{0}}}\int _{S}{\frac {e^{\mathbf {i} kr_{1}}}{r_{1}}}K(\chi )\,dS,} حيث عامل الميل {\displaystyle K(\chi )} الذي يضمن عدم انتشار الموجات الثانوية للخلف يتم إعطاؤه بواسطة {\displaystyle K(\chi )={\frac {\mathbf {i} }{2\lambda }}(1+\cos(\chi ))} و
- A هي سعة الموجة المصدرية
- {\textstyle k={\frac {2\pi }{\lambda }}} هو رقم الموجة
- S هو السطح الخالي من العوائق.

يمثل المصطلح الأول خارج تكامل التذبذبات من الموجة المصدرية على مسافة r0. و على نحو مماثل، يمثل المصطلح داخل تكامل التذبذبات من الموجات الثانوية على مسافات r 1
من أجل استنباط شدة العائق الدائري باستخدام هذا التكامل، نفترض أن المعلمات التجريبية تفي بمتطلبات نظام حيود المجال القريب (حجم العائق الدائري كبير مقارنة بطول الموجة وصغير مقارنة بالمسافات g = P 0 C و b = CP 1 ). انظر إلى الإحداثيات القطبية[محل شك]</link> ثم يعطي التكامل لجسم دائري نصف قطره a (انظر على سبيل المثال Born and Wolf ): {\displaystyle U(P_{1})=-{\frac {\mathbf {i} }{\lambda }}{\frac {Ae^{\mathbf {i} k(g+b)}}{gb}}2\pi \int _{a}^{\infty }e^{\mathbf {i} k{\frac {1}{2}}\left({\frac {1}{g}}+{\frac {1}{b}}\right)r^{2}}r\,dr.}
يمكن حل هذا التكامل عدديا[محل شك]</link> (انظر أدناه). إذا كانت g كبيرة و b صغيرة بحيث تكون الزاوية {\displaystyle \chi } ليس من الممكن تجاهله [محل شك]</link> يمكن كتابة التكامل للحالة المحورية (P 1 في مركز الظل) على النحو التالي (انظر سومرفيلد ): {\displaystyle U(P_{1})={\frac {Ae^{\mathbf {i} kg}}{g}}{\frac {b}{\sqrt {b^{2}+a^{2}}}}e^{\mathbf {i} k{\sqrt {b^{2}+a^{2}}}}.}
شدة المصدر، والتي هي تمثل مربع سعة المجال هي {\textstyle I_{0}=\left|{\frac {1}{g}}Ae^{\mathbf {i} kg}\right|^{2}} و للشدة على الشاشة {\displaystyle I=\left|U(P_{1})\right|^{2}} . و بالتالي، فإن شدة المحور كدالة للمسافة b تعطى بواسطة: {\displaystyle I={\frac {b^{2}}{b^{2}+a^{2}}}I_{0}.}
يوضح هذا أن شدة الضوء على المحور عند مسافات b أكبر بكثير من قطر العائق الدائري تساوي شدة الضوء المصدر، و كأن الجسم الدائري غير موجود على الإطلاق. و مع ذلك، عند مسافات أكبر b، يتبين أن حجم البقعة المضيئة (كما يمكن رؤيته في المحاكاة أدناه حيث تزداد b/a في الصور المتتالية) أكبر، مما يجعل من السهل تمييز البقعة.

### حساب صور الحيود
لحساب صورة الحيود الكاملة المرئية على الشاشة، يجب علينا الأخذ في الاعتبار التكامل السطحي للقسم السابق. حيث لم يعد من الممكن استغلال التناظر الدائري، لأن الخط بين المصدر ونقطة عشوائية على الشاشة لا يمر عبر مركز الكائن الدائري. مع وظيفة الفتحة {\displaystyle g(r,\theta )} و هو 1 للأجزاء الشفافة من مستوى الجسم و 0 بخلاف ذلك (أي أنه يكون 0 إذا كان الخط المباشر بين المصدر و النقطة على الشاشة يمر عبر الجسم الدائري الحاجز). التكامل الذي يجب حله يعطى عبر: {\displaystyle U(P_{1})\propto \int _{0}^{2\pi }\int _{0}^{\infty }g(r,\theta )e^{{\frac {\mathbf {i} \pi \rho ^{2}}{\lambda }}\left({\frac {1}{g}}+{\frac {1}{b}}\right)}\rho \,d\rho \,d\theta .}
الحساب العددي للتكامل باستخدام قاعدة شبه المنحرف أو قاعدة سيمبسون ليس فعالاً و يصبح غير مستقر عدديًا خاصة بالنسبة للتكوينات ذات رقم فرينل الكبير. و رغم ذلك، من الممكن حل الجزء الشعاعي منه بحيث يبقى فقط على زاوية السمت ليتم إجراؤه عدديًا. أما بالنسبة لزاوية معينة، يجب حل التكامل الخطي للشعاع مع الأصل عند نقطة تقاطع الخط P0P1 مع المستوى الدائري للجسم. إضافة إلى ذلك، فالمساهمة لشعاع معين بزاوية سمت {\displaystyle \theta _{1}} و تمرير جزء شفاف من مستوى الجسم من {\displaystyle r=s} ل {\displaystyle r=t} تكون: {\displaystyle R(\theta _{1})\propto e^{{\frac {\pi }{2}}\mathbf {i} s^{2}}-e^{{\frac {\pi }{2}}\mathbf {i} t^{2}}.}
لذلك، لكل زاوية، يجب حساب نقطة أو نقاط تقاطع الشعاع مع الجسم الدائري، ثم بعدها جمع المساهمات {\displaystyle I(\theta _{1})} لعدد معين من الزوايا بين 0 و {\displaystyle 2\pi } . و تظهر نتائج مثل هذا الحساب في الصور التالية.
الصور عبارة عن محاكاة لبقعة أراغو في ظل أقراص قطرها 4 مم و2 مم و1 مم، و قد صورت على مسافة متر واحد خلف كل قرص. الأقراص مضاءة بضوء بطول موجي 633 نانومتر، يتباعد من نقطة تبعد متر واحد أمام كل قرص. و يبلغ عرض كل صورة 16 مم.

## الجوانب التجريبية

### الشدة و الحجم
بالنسبة لمصدر النقطة المثالي، فإن شدة بقعة أراجو تساوي شدة الجبهة الموجية غير المضطربة. يعتمد عرض ذروة شدة بقعة أراجو فقط على المسافات بين المصدر و الجسم الدائري و الشاشة، بالإضافة إلى طول موجة المصدر و قطر الجسم الدائري. مما يعني أنه من الممكن تعويض الانخفاض في الطول الموجي للمصدر عن طريق زيادة المسافة بين الجسم الدائري والشاشة أو عن طريق قليل قطر الجسم الدائري.
(مصدر نقطة في اللانهاية): {\displaystyle U(P_{1},r)\propto J_{0}^{2}\left({\frac {\pi rd}{\lambda b}}\right)} أين
- r هي مسافة النقطة P 1 على الشاشة من المحور البصري
- d هو قطر الجسم الدائري
- λ هو الطول الموجي
- bهي المسافة بين الجسم الدائري والشاشة.

تُظهر الصور التالية توزيع الكثافة الشعاعية لصور بقعة أراغو المحاكاة أعلاه:
تتوافق هذه الرسوم البيانية الثلاثة مع الصور المحاكاة أعلاه، و تم حساب الخطوط الخضراء من خلال تطبيق المعلمات المقابلة على دالة بيسل التة

### حجم المصدر المحدود و التماسك المكاني
فوق.ع
السبب الرئيسي وراء صعوبة ملاحظة بقعة أراجو في الظلال الدائرية من مصادر الضوء التقليدية هو أن مثل هذه المصادر هي تقريبات سيئة لمصادر النقاط. فإذا كان مصدر الموجة له حجم محدود S ، فإن بقعة أراجو سيكون لها امتداد يعطى بواسطة Sb / g ، كما لو كان الجسم الدائري يتصرف مثل العدسة. و في الوقت نفسه، تنخفض شدة بقعة أراجو فيما يتعلق بشدة الجبهة الموجية غير المضطربة. بما أن الكثافة مقسومة على شدة الموجة الأمامية غير المضطربة، لتحديد الكثافة النسبية {\displaystyle I_{\text{rel}}} وبما ان الكثافة النسبية لمصدر دائري ممتد بقطر w ، لذلك يمكن التعبير عنها بدقة باستخدام المعادلة التالية: {\displaystyle I_{\text{rel}}(w)=J_{0}^{2}\left({\frac {wR\pi }{g\lambda }}\right)+J_{1}^{2}\left({\frac {wR\pi }{g\lambda }}\right)} حيث {\displaystyle J_{0}} و {\displaystyle J_{1}} هي وظائف بيسل من النوع الأول. {\displaystyle R} هو نصف قطر القرص الذي يلقي الظل، {\displaystyle \lambda } الطول الموجي و {\displaystyle g} المسافة بين المصدر و القرص. أما بالنسبة للمصادر الكبيرة، يطبق التقريب المقارب التالي: {\displaystyle I_{\text{rel}}(w)\approx {\frac {2g\lambda }{\pi ^{2}wR}}}

### الانحراف عن الدائرية
إذا انحرف المقطع العرضي للجسم الدائري قليلاً عن شكله الدائري (لكن لا يزال له حافة حادة على نطاق أصغر) يتغير شكل بقعة أراجو المصدرية النقطية. خاصة، إذا كان للجسم مقطع عرضي بيضاوي، فإن بقعة أراجو لها شكل متطور. لاحظ أن هذه هي الحالة فقط إذا كان المصدر قريبًا من مصدر نقطي مثالي. أما من خلال مصدر ممتد، تتأثر بشكل هامشي فقط، حيث يمكن للمرء أن يفسرها كدالة انتشار نقطي. لذلك، تصبح صورة المصدر الممتد باهتة فقط بسبب الالتفاف مع دالة انتشار النقاط، لكنها لا تنخفض في الكثافة الكلية.

### خشونة سطح الجسم الدائري
تعتبر بقعة الأراجو حساسة للغاية للانحرافات الصغيرة عن المقطع العرضي الدائري المثالي. مما يعني أن كمية صغيرة من خشونة سطح الجسم الدائري يمكن أن تلغي تمامًا البقعة المضيئة. و يتضح ذلك جيدا في المخططات الثلاثة التالية التي تمثل محاكاة للبقعة من قرص بقطر 4 مم (g = b = 1 m):
تتضمن المحاكاة تموجًا جيبيًا منظمًا على شكل دائري بسعة 10 و50 و100 ميكرومتر على التوالي. لاحظ أن تموج الحافة الذي يبلغ 100 ميكرومتر يزيل البقعة المضيئة المركزية بالكامل تقريبًا.
يمكن فهم هذا التأثير بشكل أفضل باستخدام مفهوم منطقة فرينل. يوفر المجال المنقول بواسطة مقطع شعاعي ينبع من نقطة على حافة العائق مساهمة يكون طورها محكمًا لموضع نقطة الحافة بالنسبة لمناطق فرينل. فإذا كان التباين في نصف قطر العائق أصغر كثيرًا من عرض منطقة فرينل بالقرب من الحافة، فإن المساهمات من المقاطع الشعاعية تكون في نفس الطور تقريبًا وتتداخل بشكل بناء و رغم ذلك، إذا كانت التموجات الحافة العشوائية لها سعة مماثلة لعرض منطقة فرينل المجاورة أو أكبر منها، فإن المساهمات من الأجزاء الشعاعية لم تعد في نفس الطور و تلغي بعضها البعض مما يقلل من شدة بقعة أراجو.
و يتم تحديد منطقة فرينل المجاورة تقريبًا بواسطة: {\displaystyle \Delta r\approx {\sqrt {r^{2}+\lambda {\frac {gb}{g+b}}}}-r.}
يجب ألا يزيد تموج الحافة عن 10% من هذا العرض لرؤية بقعة أراجو مثالية تقريبًا. في المحاكاة أعلاه باستخدام قرص بقطر 4 مم، يبلغ عرض منطقة فرينل المجاورة حوالي 77 ميكرومتر.

## بقعة أراجو مع موجات المادة
في عام 2009، تم عرض تجربة بقعة أراجو باستخدام شعاع توسع تفوق سرعة الصوت لجزيئات الديوتيريوم (مثال على موجات المادة المحايدة). فمن المعروف من ميكانيكا الكم أن الجسيمات المادية تتصرف مثل الموجات. في الواقع، ترجع الطبيعة الموجية للجسيمات إلى فرضية دي بروجلي بالإضافة إلى تجارب ديفيسون وجيرمر . يمكن ملاحظة بقعة أراجو للإلكترونات، و التي تشكل أيضًا موجات مادية، في المجاهر الإلكترونية النافذة عند فحص الهياكل الدائرية ذات حجم معين.
إن ملاحظة بقعة أراجو ذات الجزيئات الكبيرة، و بالنتيجة إثبات طبيعتها الموجية، هو موضوع بحث حالي.

## التطبيقات الأخرى
بالإضافة إلى إظهار سلوك الموجة، فإن بقعة أراجو لها أيضًا بعض التطبيقات الأخرى. إحداها هي استخدامها كمرجع خط مستقيم في أنظمة المحاذاة. إضافة إلى ذلك، هناك طريقة أخرى تتمثل في استكشاف الانحرافات في أشعة الليزر باستخدام حساسية البقعة لانحرافات الشعاع. أخيرًا، تم اقتراح الأراجوسكوب كطريقة لتحسين الدقة المحدودة بالحيود للتلسكوبات الفضائية بشكل كبير.

## أنظر أيضا
- أراجوسكوب
- القرص الخفي